# Sandra Polchow
Sandra Polchow (geboren am 8. Mai 1975 in Berlin) ist eine deutsche Handballtorhüterin.

## Vereinskarriere
Sie begann mit dem Handball im Alter von fünf Jahren beim TSV Rudow 1888, wechselte zu TSV GutsMuths Berlin und zu SV BVB 49, mit denen sie jeweils in der 1. Bundesliga spielte. Später wechselte sie zu TV Lützellinden. Im März 2004 war sie bei Bayer 04 Leverkusen und im Jahr 2011 bei den Füchsen Berlin aktiv.
Mit dem Team des TV Lützellinden gewann sie zwei Mal die deutsche Meisterschaft (1996/1997 und 1999/2000) und wurde 1998 DHB-Pokalsiegerin.
Sowohl mit dem TV Lützellinden als auch mit Leverkusen spielte sie in europäischen Vereinswettbewerben.

## Nationalmannschaft
Mit der Jugend-Auswahl des Deutschen Handballbundes gewann sie 1992 in Ungarn die Bronzemedaille bei den Jugend-Europameisterschaften. Sie bestritt auch einige Länderspiele für die Juniorinnen-Auswahl des Deutschen Handballbundes und wurde bei der Juniorinnen-Weltmeisterschaft im Jahr 1995 in Brasilien zur besten Torhüterin gewählt.
Ihre erste Berufung in die deutsche Nationalmannschaft erhielt sie im November 1995 für ein Länderspiel gegen die russische Nationalmannschaft. Sie nahm 1996 an der Europameisterschaft 1996 und 1997 an der Weltmeisterschaft 1997 teil, bei der die DHB-Mannschaft den dritten Platz erreichte.
Insgesamt bestritt sie 43 Länderspiele für die deutsche Frauennationalmannschaft.

## Funktionärin
Im November 2013 wurde Sandra Polchow vom Präsidium des Deutschen Handballbundes zur Frauenbeauftragten des Deutschen Handballbundes ernannt. Das Amt gab sie im September 2015 wieder ab.

## Erfolge
- 4. Platz bei der Europameisterschaft 1996
- 3. Platz bei der Weltmeisterschaft 1997
- Deutsche Meisterin 1997 und 2000
- DHB-Pokalsiegerin 1998

## Werke
- mit Ulrike Burrmann und Jürgen Baur: Zum Sportverständnis von Jugendlichen – Was erfassen schriftliche Jugendsporterhebungen?

## Privates
Sie studierte an der Freien Universität Berlin Sport, Politikwissenschaft und Recht und ist Sport- und Sozialwissenschaftlerin. Sie verfügt über ein sportjournalistisches Volontariat, dass sie beim Rundfunk Berlin-Brandenburg absolvierte. Sie ist freiberufliche Journalistin und war 2013–2016 als „Koordinatorin Leistungssport“ im Sportamt München tätig.